# Savaria Nagyszálló
A Savaria Nagyszálló vagy Savaria Szálló (eredetileg Kovács Nagyszálloda, korábban Szovjetház, Szombathelyi Nagyszálloda, Sabaria Nagyszálló, Hotel Savaria) egy Szombathely belvárosában található szecessziós műemlék státuszú épület a Mártírok tere 5-11. szám alatt, amely eredetileg szállodaként és kávéházként működött. A későbbiekben üzemelt az épületen belül postahivatal, fodrászat, kölcsönkönyvtár, könyvesbolt, kamaraszínház és cukrászda is, 2005 óta üresen áll.
A Nagyszálló a Széll Kálmán utca végében épült fel, a neobarokk és szecessziós palotasor egyik legjelentősebb részeként.

## Története

### A Kovács család vállalkozásaként
Az XIX. század második felében Szombathely a magyarországi vasútfejlesztéseknek köszönhetően fontos nyugat-dunántúli közlekedési csomóponttá vált, népessége rohamos növekedésnek indult. Éhen Gyula polgármestersége alatt komoly útépítések, csatornázási munkálatok és polgárosodás kezdődött meg a városban, az 1890-es években a vasútállomást a belvárossal villamosvonallal  is összekötötték a Széll Kálmán utcán keresztül, amely a budapesti Andrássy út mintájára épült ki.
A központi fontosságúvá váló Széll Kálmán utca egyre forgalmasabbá vált, elkezdődött a neobarokk és szecessziós stílusú városnegyed felépítése az út mentén. Az 1900-as években három helyi szállodás, Kovács Jakab, neje, Kovács Jakabné és Schönfeld Nándor megkísérelték megvásárolni a Széll Kálmán utca belváros felőli végén lévő telket a Mártírok terén (akkor Március 15. tér), a villamosvonal MÁV Igazgatóság megállójánál. A városi közgyűlés 1911. október 5-én tartott ülése a Március 15-e térnek szálló céljára való eladása tárgyában július 11-én hozott elvi határozatot nagy szótöbbséggel, 57:20 szavazataránnyal jóváhagyta. Dr. Szabó László városi képviselő mozgalmat indított a szálló megépülése ellen, a határozatot megfellebbezte 21 társával közösen. A fellebbezésben többek között arra hivatkoztak, hogy a területen a városvezetés színház létesítését ígérte meg korábban; a vételárat túl alacsonynak tartották, illetve közlekedési szempontból is kifogásolták, mivel a szálloda megépülésével a Március 15. téren csak az épületet megkerülő szűk mellékutcákon lehetett volna a Kőszegi utca felé közlekedni. A fellebbezést előbb Vas vármegye törvényhatósági bizottságához, majd a belügyminisztériumhoz nyújtották be, ezt mindkét esetben elutasították.
Az új szálloda terveit szecessziós stílusban, a Széll Kálmán utcán az 1900-as évek elején épülő palotanegyedhez illeszkedve tervezte meg Vida Artúr, az épületben a szálloda üzemeltetésére létrejött Kovács Szálloda Rt. Kovács Nagyszálló néven kezdett szállodát és kávéházat működtetni későbbiekben. A Kovács és Schönfeld család birtokában lévő részvénytársaság alapítóiratában a következőképp fogalmazta meg a Nagyszálló céljait:
"Szombathely városa mint a dunántúli Vas-, Zala-, Sopron megyék felé irányuló vasutak gócpontja, mindezideig egy a mondern kor igényeinek megfelelő nagy szálloda hiányában van. Ez oknál fogva az utazó közönség, valamint a környékbeliek részéről folytonosan és jogosan hangoztatott panaszok orvoslására Kovács Jakab és Schönfeld Nándor szállodások megszerezték Szombathely városától a Széll Kálmán-utcával szemben fekvő u. n. március 15-iki szabad teret. Ezen szabad téren épüljön a tervezet és a mai kor igényeinek megfelelő, mintegy 100 szobával rendelkező uj nagyszálloda, kapcsolatosan egy nagykávéházzal, éttermekkel és nagy vigadó-teremmel. Nemcsak a sürgős szügségletnek lészen ezáltalán elég téve, hanem a közóhaj megnyilvánulása, hogy a fentiek létesítése által a közeli vidéken lakóknak a vígadó termek culturális szórakoztatásra használhassanak fel u. m. hangversenyek, felolvasások, bálok rendezése, miáltal Szombathely városa a célból központul szolgáljon."
Az építkezések 1914. április 4-én kezdődtek meg, az először elkészült kávéház 1915. szeptember 11-én nyitotta meg a kapuit, majd decembertől a szállodai üzem is fokozatosan megkezdődött. Az utolsó épületrész, a nagyterem 1916 áprilisában lett átadva, de ideiglenesen egészen 1923. június 24-ig az új szombathelyi főposta felépítéséig postahivatalként működött. November 3-tól kezdték a szállodához tartozó koncert- és bálteremként használni.
A Tanácsköztársaság alatt 1919. április 15-től a szállodát államosították, június 24-én a kávéház helyén proletár-étkező nyílt benne, majd július 28-tól a szállodai rész felvette a Szovjetház nevet és hivatalos személyek szálláshelyeként működött. A Tanácsköztársaság végével a szálloda visszakerült a Kovács családhoz és régi neve alatt folytatta működését.
Az első világháború és a forradalmak lezárulását követően a szálloda továbbra sem tudta betölteni eredeti rendeltetését. 1920. februárban a szombathelyi székhelyű, III. katonai körletparancsnokság elhelyezésére, a  hadügyminiszter a város határozott tiltakozását figyelmen kívül hagyva, távirati rendelettel lefoglalta a szálloda teljes második és harmadik emeletét. A városi képviselő-testület április elején a kormányzati döntéshozók elé terjesztett folyamodványában szorgalmazta a Kovács Nagyszálló katonai igénybevétel alóli mielőbbi mentesítését. Végül 1921. február végén– március elején sikerült a körletparancsnokságot a szállóból kivonulásra késztetni.
Az 1920-as években egyre több szolgáltatást próbáltak nyújtani a szálloda üzemeltetői, 1919. december 31-én megnyílt az épület szuterénjében kialakított műsoros mulatóhely, a két szezont megért Intim Kabaré, majd 1921. október 22-től a város téli színpadaként kezdte meg működését a Kamara Színpad. 1921
A próbálkozások ellenére a szálloda veszteségessé vált, 1941. február 2-án Dr. Kovács Ármin és Özv. Schöfeld Nándorné a szombathelyi törvényszéknél csődön kívüli kényszeregyezségi eljárás megindítását kezdeményezték. Az így született végzés értelmében a Kovács és a Schönfeld család elvesztették tagságukat a részvénytársaságban, amely a Kovács nevet sem tartotta meg, a szálloda így 1941. július 17-től Szombathelyi Nagyszálló néven működhetett tovább.

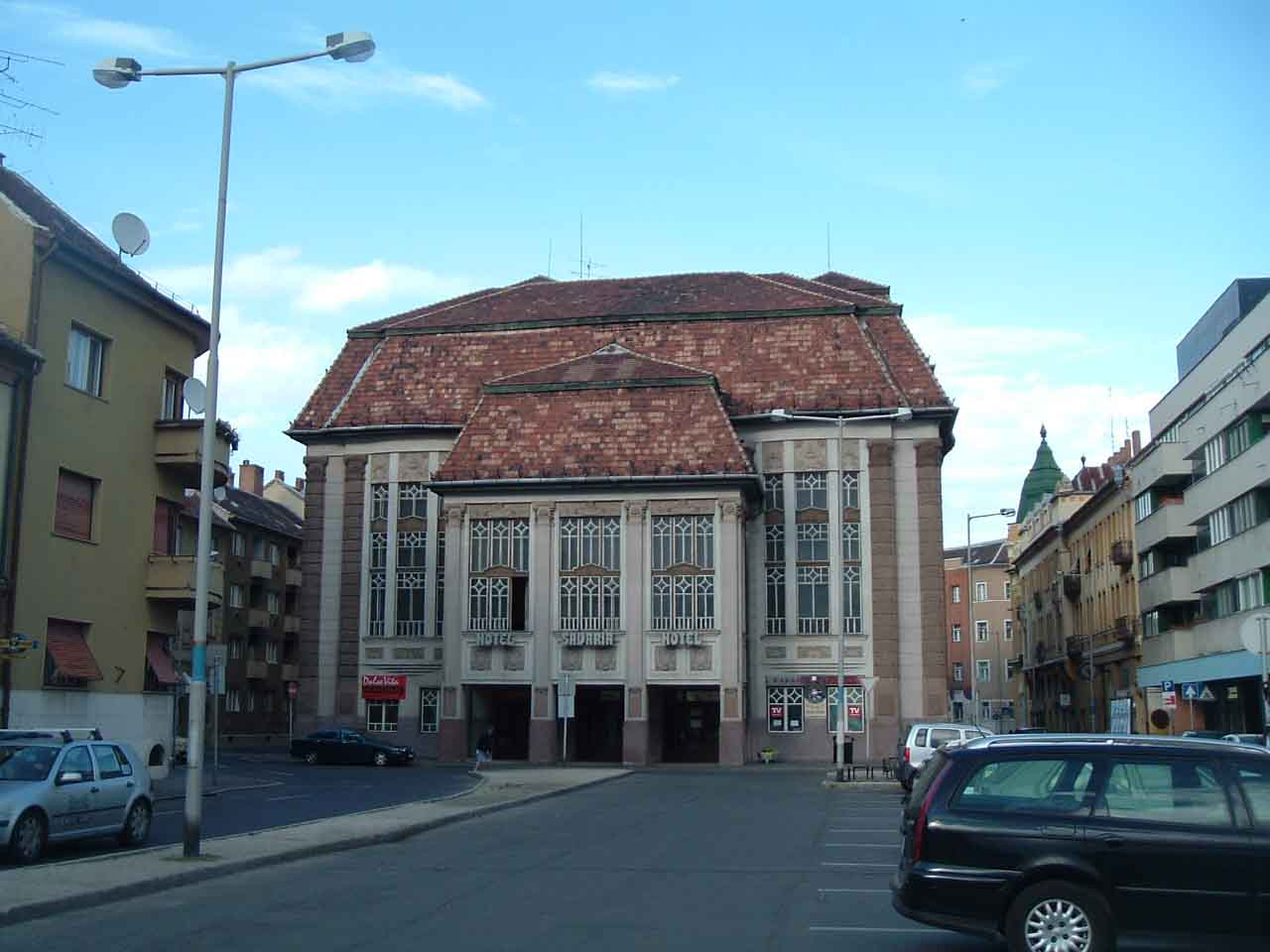
A Savaria Nagyszálló épülete a Mártírok tere felől

### A szocialista érában
A Szombathelyi Nagyszálló csak rövid ideig viselhette ezt a nevet, a második világháború kitörése után államosították, neve pedig Sabaria Nagyszállóra változott. A szocialista érában a Széll Kálmán utca központi szerepe visszaszorult, többek között a villamosvonal-hálózat 1974-es megszüntetése miatt is.
A Sabaria Nagyszálló 1977-ben a HungarHotels szállodalánchoz került, 1978-ban pedig bezárták felújítási munkálatok miatt. A rekonstrukciót követően 1985-ben már Hotel Savariaként (vagy Savaria Szállóként) nyitott újra és egészen a privazitáció időszakáig nem váltott tulajdonost.

### Napjainkban
A Nagyszállót 1998-ban vásárolta meg az IGN Zrt., a leromlott állapotban lévő szálloda rekonstrukciós munkálatait ígérte, de ez nem történt meg, a Hotel Savaria pedig 2005-ben bezárt és nem nyitott ki újra. A felújításokat sosem kezdték el, az IGN Zrt.-t 2012-ben felszámolták, a későbbiekben pedig többször is eladásra kínálták.
A szálloda állapota mára kritikussá vált, a műemléki státuszú épület alatt tábla jelzi az életveszélyes cseréphullást. A 2019-es magyarországi önkormányzati választások után felmerült, hogy az önkormányzat megvásárolja a Nagyszállót, ez a polgármesterként megválasztott Nemény András kampányígéretei között szerepelt. 2020 januárjában végül egy Krosnow Property Kft. nevű társaság 100 millióval többet ajánlott a vételi árnál az épületért, a város pedig nem élt az elővásárlási jogával. Miután a vásárlás nem történt meg, a vásárló cég pedig eltűnt, a polgármester júniusban feljelentést tett az ügyben, azzal a gyanúval, hogy a cég csak az épület árát szerette volna emelni a licitálással. Végül októberben a Krosnow Property kifizette a teljes összeget, így a Szállónak 15 év után először új tulajdonosa lett.

## Itt működött
- Kovács Nagyszálló (1915-1919, 1919-1941)
- Soproni Postaigazgatóság szombathelyi postakezelési osztályai (1916-1923)
- Proletár Étterem (1919)
- Szovjetház (1919)
- Intim Kabaré (1919-1921)
- Kamara Színpad (1921-1941)
- Kultúra könyvesbolt (1921-1941)
- Manikűr és fodrászat (1921-1941)
- Cukrászda (1925-1941)
- Szombathelyi Nagyszálloda (1941-1945)
- Sabaria Nagyszálló (1945-1978)
- Hotel Savaria** (1985-2005)